# Nossa Senhora da Glória
Nossa Senhora da Glória é um município brasileiro do estado de Sergipe. Com mais de 43 mil habitantes, é o município mais populoso do sertão sergipano e o décimo em todo estado, estabelecendo-se como principal centro cultural e econômico da região. Entre 2010 e 2022, segundo o IBGE, o município registrou o segundo maior crescimento populacional de Sergipe, ficando atrás apenas da Barra dos Coqueiros. O IBGE classifica o município como Centro Sub-regional B (3B).

## História
A primeira povoação na região da atual cidade recebeu o nome de Boca da Mata, dado pelos viajantes que descansavam no local. Por volta de 1600 a 1620, os ranchos ali existentes formaram uma povoação. Posteriormente, a localidade foi rebatizada quando o pároco Francisco Gonçalves Lima, fez uma campanha junto aos moradores para aquisição de uma imagem de Nossa Senhora da Glória..
A evolução política de Boca da Mata iniciou-se em 1922, quando a povoação passou a ser sede do 2º distrito de paz de Gararu, já com a denominação de Nossa Senhora da Glória. Seis anos depois, no dia 26 de setembro, passou à condição de vila e foi desmembrada de Gararu. Nessa época o município passou a pertencer à comarca de Capela.
No dia 1º de janeiro de 1929, a vila teve como primeiro intendente João Francisco de Sousa, que construiu a prefeitura. Ele foi eleito para o período de 1930 a 1934, mas teve o mandato interrompido pelo movimento revolucionário de 1930.
Segundo dados colhidos de relatórios feitos pela Universidade Tiradentes baseados no IBGE dos anos de 1991 a 1996 cedidos pela Secretaria Municipal de Educação, Esporte, Cultura e Lazer de Nossa Senhora da Glória, as terras em que hoje se erigiu o município teriam pertencido, no início do século XVII, a Tomé da Rocha Malheiros. O historiador Carvalho Lima Júnior teria afirmado que uma sesmaria de 10 léguas, a partir da Serra Tabanga, estendendo-se para o sertão, ter-se-ia tornado posse daquele beneficiário.
À medida que a economia pastoril se desenvolvia pelo sertão sergipano, através da instalação de currais de gado, o consequente processo de ocupação espacial e modificação do meio para a instalação de futuras comunidades foi, pouco a pouco, devastando a mata de vegetação muito alta e densa que cobria o solo daquela região. Entretanto, por ser rota obrigatória para os que vinham de outras regiões, antes de surgirem as primeiras povoações, o local serviu de ponto de descanso no qual pernoitavam os viajantes que se dirigiam a Cotinguiba interessados na compra de açúcar e jabá.
Sua primeira denominação, “Boca da Mata”, segundo relatam os glorienses mais idosos, deu-se por conta desses viajantes, pois tinham medo de seguir suas rotas durante a noite e ali, na entrada da mata, dormiam. Disso surgiu uma expressão que se tornou comum entre eles: “dormir na boca da mata”.  
Os ranchos que ali se fizeram por conta dessas estadas dos tropeiros, durante as viagens, originaram o primeiro núcleo habitacional. O surgimento do povoado foi se dando entre terras, onde se começou uma modesta atividade pecuária, e sítios, onde se começava a plantar mandioca, milho, feijão e algodão.
Em 1922, a lei nº 835 de 6 de fevereiro, constituiu o então povoado “Boca da Mata” como 2º distrito de paz do município de Gararu. A partir daí, sua denominação oficial passou a ser Nossa Senhora da Glória. Em 26 de Setembro de 1928, deu-se a emancipação política do município pela Lei nº 1.014.
O nome Nossa Senhora da Glória, segundo informam as pessoas mais antigas do lugar, foi iniciativa do Pe. Francisco Gonçalves Lima, seu primeiro capelão, que trouxe a imagem da referida santa, consagrada então padroeira do lugar, e o sino para a primeira capela.

## Geografia
Localiza-se a uma latitude 10º13'06" sul e a uma longitude 37º25'13" oeste, estando a sua sede em uma altitude de 291 metros.
O município de Nossa Senhora da Glória localiza-se na Região Nordeste do Brasil, no noroeste do Estado de Sergipe, na Região Geográfica Intermediária de Itabaiana e na Região Geográfica Imediata de Nossa Senhora da Glória.
Sua população, segundo dados do censo 2022 do Instituto Brasileiro de Geografia e Estatística (IBGE), é de 41.202 habitantes. A população de homens e mulheres é quase equânime.
Apresenta latitude S: 10º13’06”, longitude W: 37º25’13”, altitude: 291m e compreende uma área de 758,4km². Distante 126 km da capital do Estado, Aracaju, através de rodovias SE 230 e SE 170.
Além da sede, possui sessenta e um povoados, dentre os quais destacam-se: Angico, Aningas, Lagoa Bonita, Nova Esperança, São Clemente, Quixaba e Lagoa Grande.
Limita-se ao norte com os municípios de Monte Alegre de Sergipe e Porto da Folha; ao sul, com os municípios de Carira, Nossa Senhora Aparecida e São Miguel do Aleixo; ao leste, com os municípios de Gararu, Feira Nova e Graccho Cardoso e ao oeste, com parte do município de Carira e com o estado da Bahia.
Devido a sua localização e altitude, é um dos municípios sergipanos onde se registram as menores temperaturas, podendo chegar em situações extremas abaixo dos 13ºC no inverno.

## Clima
Apresenta clima megatérmico semiárido com precipitações médias anuais de 702,4mm3, temperatura média anual de 24,2 (°C); seu período de chuvas se estende do mês de março ao mês de agosto. Seu solo é do tipo massapê, argila arenoso e franco argiloso usado principalmente na cultura de milho e pecuária. Sua vegetação predominante é a caatinga e seu regime hidrográfico compreende o rio Sergipe e riachos sazonais (Capivara, Monteté e Piabas), bacia do São Francisco.

## Cultura
Por estar situada no sertão, ainda hoje é comum encontrar, principalmente na feira realizada às sextas e sábados, homens caracterizados de vaqueiros com gibões e outras vestimentas tidas em couro. Entre os principais eventos do município estão a festa da padroeira Nossa Senhora da Glória, o Carnaforró, o Forró da 15, o Raid da Amizade, a Festa de Santos Reis e a Festa do Leite.
Já fizeram parte do quadro cultural do município o antigo evento hoje com suas atividades encerradas “O Homem mais feio do sertão”, promovido por Marujo e o antigo Forró da Paz, onde já foi um evento revelação na cidade, promovido pela Câmara de Dirigente Lojistas e a Prefeitura Municipal.
Em 2011, a cultura da cidade de Glória foi retratada no renomado filme "Vou rifar meu coração", o qual esteve presente nas seletivas de importantes festivais nacionais, como o Festival Internacional de Cinema de São Paulo e o FIC de Brasília.

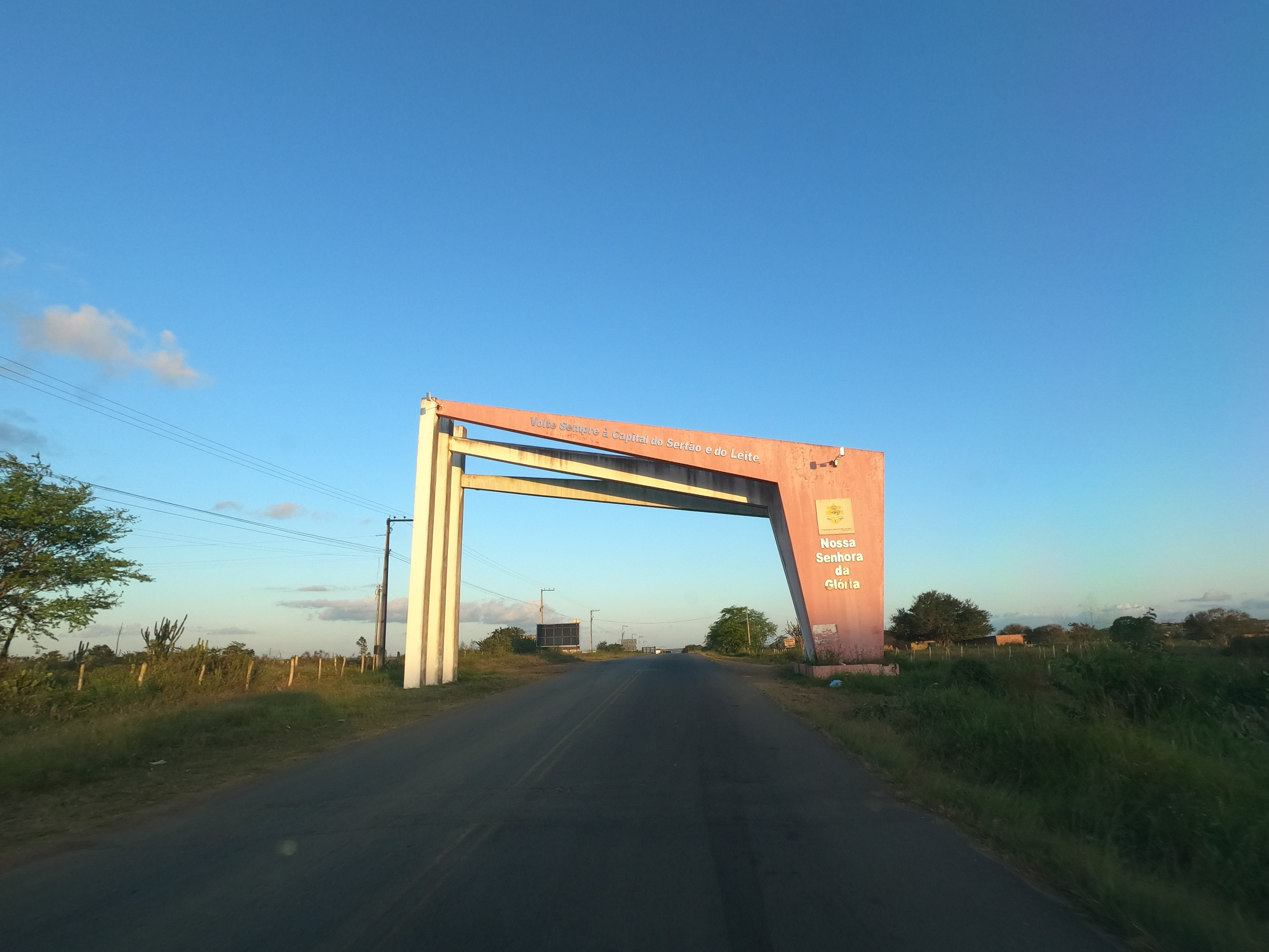
Portal de Nossa Senhora da Glória

Outro ponto que a cidade se destaca é o festival Rock Sertão que tornou-se referência para a música alternativa sergipana, servindo como espaço para que as bandas locais possam mostrar o seu trabalho.
A religião predominante no município é o cristianismo, onde o catolicismo é a principal vertente praticada. Tal influencia religiosa reverbera nos costumes e tradições glorienses, onde se fazem constantes novenas, penitencias e outros ritos de ancestralidade cristã.
A produção literária e costumes linguísticos glorienses são promovidos através da Academia Gloriense de Letras, que tem como patrono-mor o pároco belga Léon Lambert Joseph Grégorie, figura imponente da história do município, pois é reverenciado pela implementação de equipamentos públicos como escola, creche hospital e asilo, instalados principalmente com capital estrangeiro fruto de doações, além de outras benfeitorias. A AGL, como é conhecida a Academia, é responsável pela Revista AGL.

## Infraestrutura

### Educação
O município conta duas escolas estaduais, um colégio e um centro de excelência que somados apresentam 2727 matriculas. Nossa Senhora da Glória conta também com inúmeras escolas municipais localizadas na sede no município e na zona rural. São escolas e colégios públicos tradicionais a Escola Municipal Tiradentes, fruto da junção entre os antigos Colégio Cenecista D Távora e Colégio Tiradentes, o Colégio Estadual Cicero Bezerra, primeira instituição a oferecer ensino médio na região do sertão sergipano ainda enquanto Grupo Escolar Cicero Bezerra, o Centro de Excelência Manoel Messias Feitosa e o antigo Colégio Glória, onde hoje se encontra a Escola Municipal Professor José Valmir de Souza.
Como resultado da reivindicação popular ao acesso ao ensino superior e a politica de interiorização do Governo Lula (2003–2011), foram fundados no município um campus da Universidade Federal de Sergipe e outro do Instituto Federal de Sergipe, ambos voltados para as atividades econômicas predominantes em Nossa Senhora da Glória. O IFS oferece além do ensino médio, os técnicos a nível médio de Agropecuária, Agroecologia, Alimentos e superior em Técnico em Laticínios. Já a UFS oferece a nível de graduação os cursos de Engenharia Agronômica, Zootecnia, Agroindústria e Medicina Veterinária.

### Saúde
A saúde em Nossa Senhora da Glória é predominante fornecida pelo poder público, com exceção de inúmeras clinicas particulares. O primeiro hospital da cidade e da região foi o Hospital Coração de Jesus, implementado no conjunto de ações feitas pelo Pe. Leon Gregório, situado hoje no Bairro Divinéia. Após a criação do Hospital Regional João Alves Filho, no Bairro Silos, o Coração de Jesus foi convertido em lar de idosos e que posteriormente foi levado para a zona rural do município, deixando a edificação sem uso social.
Devido o comportamento do município na dinâmica regional do sertão sergipano, são tidos em Glória vários equipamentos voltados não só para a população gloriense, mas como também aos municípios vizinhos. São exemplos disso o Hospital Regional João Alves Filho, dotado de 66 leitos, e o Centro de Especialidades Odontológicas Zé Peixe, onde estão sob suas áreas de cobertura os municípios de Canindé do São Francisco, Feira Nova, Gararu, Graccho Cardoso, Itabi, Monte Alegre de Sergipe, Nossa Senhora Aparecida, Nossa Senhora da Glória, Nossa Senhora de Lourdes, Poço Redondo, Porto da Folha e São Miguel do Aleixo. É comum que municípios baianos também sejam atendidos pelas unidades de saúde da cidade.

## Bairros
- Centro
- Nova Esperança (bairro do cemitério)
- Brasília
- Nova Brasília
- Jardins do Sertão (Cohab)
- Silos
- Danilo Aragão
- Novo Horizonte
- Divinéia
- Portal do Sertão
- Joviano Barbosa
- Nossa Senhora de Lourdes
- Distrito Industrial Avelan Carlos Cruz
- Sebastião Lopes
- Antônio Francisco

Povoados relevantes
- Povoado Angico
- São Clemente (Vila dos Padres)
- Quixaba
- Tanque de Pedra
- Fortaleza I
- Fortaleza II
- Lagoa Bonita (Feirinha)
- Mandacaru
- Algodoeiro
- Nova Esperança (Pau do Caixão)
- Piabas
- Aningas
- Baixa Limpa

## Economia
Segundo portal do Sebrae, os setores econômicos que mais reuniram trabalhadores em 2021 foram Comércio Varejista, Fabricação de Produtos Alimentícios e Fabricação de Móveis.
Nossa Senhora da Glória é conhecida pela sua esbelta produção leiteira, maior do estado, e toda cadeia econômica oriunda dela. Como suas agroindústrias vinculadas principalmente a produção leiteira de base familiar que movimenta o capital dentro do município.
Uma de suas principais atividades econômicas é a pecuária, com destaque para as atividades de bovinocultura, ovinocaprinocultura, suinocultura e a criação de animais de pequeno porte como frangos.
O rebanho bovino do município, como o de toda a região do semiárido, varia de acordo com o tempo. Em sua maior parte, destina-se à produção leiteira; o restante, ao abate. Os índices médios de produtividade de Nossa Senhora da Glória ficam em torno de 720 litros de leite anuais por cabeça, o que equivale a uma produção anual de algo próximo de 67 milhões litros. A maior parte dessa produção é absorvida pelas fabriquetas laticínios da região. A outra parte destina-se à produção de queijos e derivados, que são comercializados nas feiras locais e nos municípios vizinhos.
A segunda atividade econômica mais importante é a agricultura, destacando-se a cultura de milho, feijão, (que ocupam grande percentual da área de lavoura do município: 14.271 hectares), algodão, mata, sorgo, capim búffel, capim pangola, palma forrageira, leucena, pasto nativa.
O setor secundário no município ainda é pequeno, mas tende a crescer, tanto em tecnologia quanto em espécie. A cidade possui fábricas de sacolas plásticas, de artefatos de cimento, de esquadrias de metal, de móveis de metal e madeira, de artigos de tricô e croché, de chapéus, gorros e bonés e de vassouras. Possui algumas confecções de roupas. Produz ainda derivados da mandioca, conservas de frutas, pães, biscoitos e bolachas, sorvetes e picolés.
O comércio do município, já em processo de franca expansão, atende sobremaneira à demanda interna e aos municípios vizinhos, embora ainda dependa de alguns produtos do setor secundário vindos de outras regiões como Aracaju, Itabaiana, Tobias Barreto, Estância e Caruaru, no Estado de Pernambuco. Produtos primários também são adquiridos de Ribeirópolis, Moita Bonita, Canindé do S. Francisco, Lagarto e Arapiraca.
A feira livre, realizada aos sábados, é a mais importante da região. A localização do município permite a convergência de comerciantes vindos de boa parte da circunvizinhança: Ribeirópolis, Moita Bonita, Capela, Aquidabã e Nossa Senhora das Dores. A feira atrai principalmente consumidores dos municípios de Monte Alegre, Graccho Cardoso, Gararu, Poço Redondo, Canindé, Feira Nova e Porto da Folha. Nela destaca-se o comércio em grosso de queijo, manteiga, frutas, cereais e farinha de mandioca.

## Religião

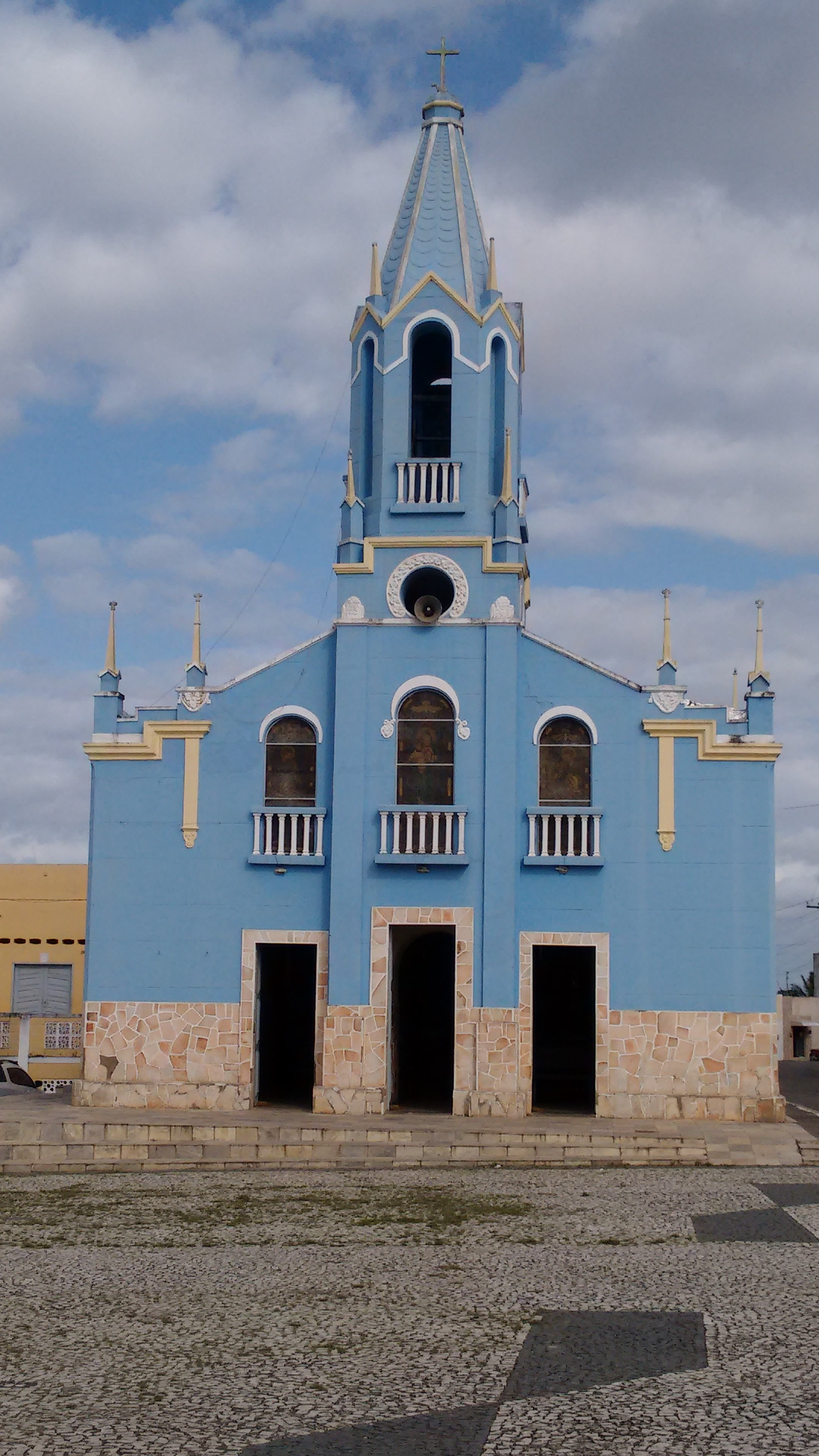

A cidade de Nossa Senhora da Glória representa a maior parte da população católica com uma igreja matriz, Igreja Matriz de Nossa Senhora da Glória, localizada na Praça da Bandeira com Rua Edésio Vieira de Melo. A maior igreja católica da cidade é atualmente a "Igreja Nova", como é popularmente chamada.
Possui um número considerável de evangélicos, distribuídos nas mais variadas denominações: a Congregação Cristã no Brasil; Ministério Levantadores do Altar; Primeira Igreja Batista; Ministério Internacional Nova Dimensão; Igreja Evangélica Nova Canaã; Igreja Presbiteriana; Salão do Reino das Testemunhas de Jeová; Igreja Universal do Reino de Deus; Igreja Evangélica Assembleia de Deus; Igreja Batista Betel; Igreja Adventista do Sétimo Dia e Igreja Quadrangular.
Na região também existe um centro espírita kardecista, o Grupo Espírita Luz & Caridade.

## Principais festas
- Festa de Santos Reis
- Rock Sertão[35]
- Forró da praça 15 de novembro
- Festa religiosa da Padroeira de Nossa Senhora da Glória (festa de agosto)
- Exposição Agropecuária e Feira do Leite
- Carnaforró
- Vaquejada

## Atrativos turísticos
- Barragem
- Palácio das Artes
- Praça da Prefeitura
- Praça de Eventos
- Praça Padre Leon Gregório
- Ginásio de esportes "Padre Leon Gregório"
- Igreja Matriz
- Trilha no Riacho Capivara